# 複數意見書
複數意見書（英語：Plurality opinion），又譯為多數意見書，法律術語，源自英美習慣法，是法律意見書的一種，常見於上訴法庭（Appellate court）中。複數意見書出現於法庭內無法取得過半數共識，形成主要意見書時，不同意見的法官，將會分別將其法律見解，撰寫成協同意見書，而得到相對多數支持的協同意見書，即是複數意見書。